# Paul Hallows
Paul Charles Richard Hallows (* 22. Juni 1950 in Chester) ist ein ehemaliger englischer Fußballspieler. Der Außenverteidiger bestritt in einer mehr als zehn Jahre währenden Profilaufbahn ab Ende der 1960er in den unterklassigen Spielklassen der Football League insgesamt 244 Ligaspiele für die Bolton Wanderers (47) und den AFC Rochdale (197).

## Karriere
Als Schüler repräsentierte Hallows Schulauswahlen von Chester und Cheshire und trat im Anschluss den Bolton Wanderers als Apprentice (dt. Auszubildender) bei, im Oktober 1967 unterzeichnete er bei den Wanderers seinen ersten Profivertrag. Zu seinen ersten Pflichtspieleinsätzen für die Wanderers kam der rechte Außenverteidiger Ende März 1969, die drei Partien der Football League Second Division gegen Sheffield United (2:5), Birmingham City (0:5) und Blackpool (1:4) gingen aber allesamt deutlich verloren.
In die folgende Spielzeit 1969/70 startete er auf der Linksverteidigerposition als Stammspieler und bestritt bis Ende Anfang Januar wettbewerbsübergreifend 31 Pflichtspiele, nach einer 1:2-Heimniederlage im FA Cup gegen den Ligakonkurrenten FC Watford fand er im restlichen Saisonverlauf unter Nat Lofthouse keine Berücksichtigung mehr. In den folgenden Spielzeiten, die den Abstieg in die Third Division (1971) und zwei Jahre später den Wiederaufstieg beinhalteten, kam er zunehmend seltener zum Einsatz, in seinen letzten drei Jahren bei Bolton (1971 bis 1974) bestritt er insgesamt nur noch acht Pflichtspiele. In einem seiner wenige Einsätze am Neujahrstag 1972 bei York City prallte er in der zweiten Spielminute bei einem Kopfballduell mit Gegenspieler Phil Burrows zusammen und musste mit einer schweren Kopfverletzung ins Krankenhaus eingeliefert werden, seine Entlassung erfolgte erst zwei Wochen später.
Im Mai 1974 endete nach sieben Profijahren seine Zeit in Bolton, der Viertligist AFC Rochdale verpflichtete ihn für eine Ablöse von £2000. Rochdale gehörte zu jener Zeit zu den schwächsten Klubs der vierten Liga und platzierte sich in seinen bevorstehenden sechs Spielzeiten nie besser als Platz 15 in der 24 Mannschaften umfassenden Liga, zweimal wurde der Klub Tabellenletzter (1978 und 1980) und musste sich daher zu Wiederwahl um den Verbleib in der Football League stellen. Nach seiner Ankunft folgte er Graham Smith als rechter Außenverteidiger nach und verpasste in seinen ersten drei Spielzeiten bei Rochdale nur eine Ligapartie, 1976 wurde er vereinsintern als Spieler des Jahres geehrt. Zu den wenigen Highlights zählte das Erreichen der dritten Runde des FA Cups in der Saison 1975/76, als man sich erst im zweiten Wiederholungsspiel dem Erstligisten Norwich City mit 1:2 geschlagen geben musste.
Insbesondere unter Spielertrainer Doug Collins, der Anfang 1979 den Posten bei Rochdale übernahm, fand Hallows nahezu keine Berücksichtigung. Nach dessen Ablösung durch Bob Stokoe im November 1979 kehrte er nicht nur in die Mannschaft zurück, sondern wurde vom neuen Trainer auch zum Mannschaftskapitän bestimmt.  Diese Rolle konnte Hallows aber nur wenige Wochen ausfüllen, nach nur drei Einsätzen zog er sich Ende November gegen Scunthorpe United eine schwere Knieverletzung zu, die ihn für die restliche Spielzeit außer Gefecht setzte und zugleich nach 223 Pflichtspieleinsätzen seinen Abschied aus Rochdale am Saisonende einläutete. Seine Karriere ließ er über die nächsten Jahre bei Oswestry Town, dem AFC Mossley (6 Einsätze zwischen Oktober 1980 und April 1981) und Whitworth Valley im Non-League football ausklingen. Seine Söhne Marcus (Sligo Rovers, St Patrick’s Athletic) und Paul jr. (Airbus UK) spielten als Fußballer in Irland bzw. Wales erstklassig.